# Slemdal
Slemdal est un quartier dans le bydel de Vestre Aker à Oslo, en Norvège. Il se situe au sud de Vettakollen (en).

## Histoire
Le quartier de Slemdal a été construit à partir des années 1890   lors de la construction du chemin de fer de banlieue, qui avait alors Slemdal comme terminus. Le bâtiment de la gare, digne de conservation, fut démoli en 1978 et reconstruit à Vinterbro (en). Le collège a ouvert en 1911, fermé en 1922 lorsque l'école du Ris a été achevée. Slemdal a été séparé en tant que district scolaire indépendant en 1922. L'école primaire était à l'origine une école privée, plus tard agrandie à plusieurs reprises, le plus 
récemment dans les années 1980.

## Transport
Slemdal est desservi par la station de métro Slemdal (en) d'Oslo. 

## Services
Slemdal abrite l'école Slemdal, la gare de Slemdal et un petit centre commercial construit à partir du milieu des années 1980. 

## Monuments
Le mausolée d'Emanuel Vigeland (no) est situé à Slemdal. Vigeland l'a appelé Tomba Emmanuelle,.

## Sport
L'installation sportive d'Hemingbanen (no) est située près de Gråkammen (en).
L'étape «Vindern - Slemdal» du relais Holmenkoll est également connue sous le nom de «Lille Besserud» et est considérée comme la troisième étape la plus difficile du relais.
L'équipe sportive locale est IL Heming.

## Personnalités
- Arne Næss (1912-2009), un philosophe norvégien, est né à Slemdal.

## Slemdal dans la culture populaire
Slemdal est représenté dans la version norvégienne du jeu de société Monopoly. 